# Stafford (Virginie)
Pour les articles homonymes, voir Stafford.
La census-designated place américaine de Stafford est le siège du comté de Stafford, dans l’État de Virginie. Lors du recensement de 2010, sa population s’élevait à 4 239 habitants.

## Source
- (en) Cet article est partiellement ou en totalité issu de l’article de Wikipédia en anglais intitulé « Stafford, Virginia » (voir la liste des auteurs).